# Paragomphus machadoi
Paragomphus machadoi är en trollsländeart som beskrevs av Elliot C.G. Pinhey 1961. Paragomphus machadoi ingår i släktet Paragomphus och familjen flodtrollsländor. IUCN kategoriserar arten globalt som otillräckligt studerad. Inga underarter finns listade i Catalogue of Life.